# Eduarda Amorim
Eduarda Idalina Amorim Taleska, (Blumenau, 23 de setembro de 1986), conhecida como Duda, é uma ex-jogadora de handebol brasileira. Foi escolhida como a melhor jogadora do Brasil na década de 2010. Desde 2020 trabalha na comissão de atletas do Comitê Olímpico Brasileiro.
Com a seleção, foi campeã do Mundial de 2013 e eleita melhor jogadora do torneio. Também foi eleita a melhor jogadora do mundo de 2014 em votação realizada através no site da Federação Internacional de Handebol.
Duda tornou-se a primeira brasileira a conquistar o título da Liga dos Campeões da Europa jogando pelo Győri ETO KC da Hungria, em 2013, título que levaria cinco vezes.

## Trajetória esportiva
Apesar do primeiro esporte que praticou ter sido a ginástica rítmica, acompanhando os treinos da irmã mais velha, Ana Amorim, à época integrante da Seleção Brasileira de Handebol Feminino, foi estimulada por ela e seu professor Fausto Steinwandter a começar a jogar handebol aos 11 anos, no Colégio Barão do Rio Branco, em Blumenau.
Nas idades amadoras, Duda consagrou-se campeã dos Jogos Abertos e dos Jogos da Juventude de Recife. Foi ainda vice-campeã dos Jogos da Juventude em Goiânia, por São Paulo. Nas seleções de base, a armadora esquerda conquistou os títulos do Mundialito Juvenil em Portugal (2003), o Sul-Americano Juvenil (2004), e foi vice-campeã no Pan-Americano Júnior (2004).
Como profissional, alcançou o vice-campeonato pela Metodista na Liga Nacional de 2002. Mesmo jogando entre os profissionais, a armadora esquerda faturou o título paulista na categoria júnior pela Metodista. Em seguida seguiu com a irmã para jogar na Macedônia pelo Gjorce Petrov Kometal. No país conheceu Dean Taleski, que se tornaria seu marido. No Győri ETO KC da Hungria, que defendeu entre 2009 e 2021, foi pentacampeã europeia. Eventualmente ganhou cidadania húngara em 2018. Foi eleita melhor jogadora de handebol do mundo em 2014.

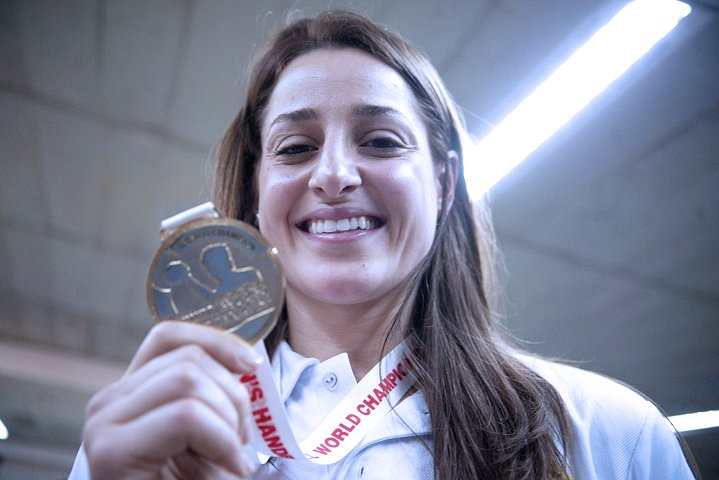
Eduarda Amorim com a medalha de ouro do Mundial de 2013.

Pela seleção brasileira, que defendeu entre 2006 e 2021, Duda foi campeã mundial no torneio de 2013, sendo eleita melhor jogadora da competição, tricampeã pan-americana (2007, 2011 e 2019), e disputou quatro Jogos Olímpicos de Verão, começando por Pequim 2008, chegando às quartas de final em Londres 2012 e Rio 2016.
Começou a que seria sua última temporada profissional de 2021-22 no clube russo Rostov-Don, que deixaria em março após a eliminação das equipes russas da Liga dos Campeões da Europa por causa da invasão da Ucrânia, se juntando ao clube romeno CSM București, e após o fim do Campeonato Romeno em  maio de 2022, anunciou sua aposentadoria, visando construir uma família e completar um mestrado em gestão esportiva pelo Instituto Johann Cruyff. Se tornou assistente da seleção macedônia, trabalha desde 2020 para a comissão dos atletas do Comitê Olímpico Brasileiro, e em 2023 deu à luz à filha Idalina.
Em eleição feita pelo site Handball Planet, um dos mais importantes na modalidade Duda foi eleita como a melhor jogadora do mundo da década (2011/2020). Nesta mesma votação, através do voto popular, Duda foi considerada a melhor defensora dos últimos dez anos.

### Conquistas
Com a Seleção Brasileira
- Campeã do Campeonato Mundial de Handebol Feminino: 2013
- Tetracampeã do Campeonato Pan-Americano de Handebol Feminino: 2007, 2011, 2015, 2019
- Tricampeã dos Jogos Pan-Americanos: 2007, 2011, 2019
- Vice-campeã  do Campeonato Pan-Americano de Handebol Feminino: 2009

Por clubes
- Metodista

vice-campeã do Campeonato Brasileiro: 2002
- Kometal Skopje

4x campeã do Campeonato da Macedônia: 2005, 2006, 2007, 2008
4x campeã do Copa da Macedônia: 2005, 2006, 2007, 2008
- Győri ETO KC

Pentacampeã EHF Champions League - 2013, 2014, 2017, 2018,2019.
11x campeã da Copa da Hungria: 2009, 2010, 2011, 2012, 2013, 2014, 2015, 2016, 2018, 2019, 2021
10x campeã do Campeonato Húngaro: 2009, 2010, 2011, 2012, 2013, 2014, 2016, 2017, 2018, 2019
- CSM București

Campeã da Copa da Romênia: 2022
Individuais
- 2005 - All-Star Left Back do Campeonato Mundial Junior
- 2013 - MVP do Campeonato Mundial de Handebol Feminino
- 2014 - All-Star Left Back da EHF Champions League
- 2014 - Melhor jogadora de handebol do mundo pela IHF[8]
- 2017 - Melhor defensora de handebol do mundo8